# Кіт барханний
Кіт барханний (Felis margarita) — невеликий ссавець родини котових (Felidae), поширений в Сахарі й пустелях Середньої Азії та Північної Африки. У 2002 Міжнародний союз охорони природи надав барханному коту статус близького до загрозливого через полювання на цей вид, проте у 2016 році він був прибраний.
Вперше барханного кота було описано в 1858 році Віктором Локом, що подорожував Сахарою, хоча існують більш ранні данні від генерала Жана Огюста Маргерита в 1831 році.
Барханні коти живуть у піщаних та кам'янистих пустелях, які знаходяться далеко від водних ресурсів. Маючи великі та міцні ноги, вони добре пристосовані до важких умов пустелі та різких перепадів температури.

## Етимологія
Вид названий на честь генерала Жана Огюста Маргерита (фр. Jean Auguste Margueritte) — француза, чия сім'я переїхала в Алжир 1831 року.

## Еволюція
Генетичні дослідження показали, що філогенетична лінія роду Felis відокремилася від лінії спільного предка 3,4 млн років тому, види F. margarita і комплекс видів F. silvestris розділилися близько 2,5 млн років тому.
Філогенетичне древо роду Felis

|  | Felis lybica — Кіт степовий                                                                     |
|  |                                                                                                 |
|  | \| \| Felis bieti — Кіт китайський \| \| \| \| \| \| Felis silvestris — Кіт лісовий \| \| \| \| |
|  |                                                                                                 |
|  | Felis bieti — Кіт китайський                                                                    |
|  |                                                                                                 |
|  | Felis silvestris — Кіт лісовий                                                                  |
|  |                                                                                                 |

|  | Felis bieti — Кіт китайський   |
|  |                                |
|  | Felis silvestris — Кіт лісовий |
|  |                                |

|  | Felis lybica — Кіт степовий                                                                     |
|  |                                                                                                 |
|  | \| \| Felis bieti — Кіт китайський \| \| \| \| \| \| Felis silvestris — Кіт лісовий \| \| \| \| |
|  |                                                                                                 |
|  | Felis bieti — Кіт китайський                                                                    |
|  |                                                                                                 |
|  | Felis silvestris — Кіт лісовий                                                                  |
|  |                                                                                                 |

|  | Felis bieti — Кіт китайський   |
|  |                                |
|  | Felis silvestris — Кіт лісовий |
|  |                                |

|  | Felis lybica — Кіт степовий                                                                     |
|  |                                                                                                 |
|  | \| \| Felis bieti — Кіт китайський \| \| \| \| \| \| Felis silvestris — Кіт лісовий \| \| \| \| |
|  |                                                                                                 |
|  | Felis bieti — Кіт китайський                                                                    |
|  |                                                                                                 |
|  | Felis silvestris — Кіт лісовий                                                                  |
|  |                                                                                                 |

|  | Felis bieti — Кіт китайський   |
|  |                                |
|  | Felis silvestris — Кіт лісовий |
|  |                                |

|  | Felis lybica — Кіт степовий                                                                     |
|  |                                                                                                 |
|  | \| \| Felis bieti — Кіт китайський \| \| \| \| \| \| Felis silvestris — Кіт лісовий \| \| \| \| |
|  |                                                                                                 |
|  | Felis bieti — Кіт китайський                                                                    |
|  |                                                                                                 |
|  | Felis silvestris — Кіт лісовий                                                                  |
|  |                                                                                                 |

|  | Felis bieti — Кіт китайський   |
|  |                                |
|  | Felis silvestris — Кіт лісовий |
|  |                                |

|  | Felis lybica — Кіт степовий                                                                     |
|  |                                                                                                 |
|  | \| \| Felis bieti — Кіт китайський \| \| \| \| \| \| Felis silvestris — Кіт лісовий \| \| \| \| |
|  |                                                                                                 |
|  | Felis bieti — Кіт китайський                                                                    |
|  |                                                                                                 |
|  | Felis silvestris — Кіт лісовий                                                                  |
|  |                                                                                                 |

|  | Felis bieti — Кіт китайський   |
|  |                                |
|  | Felis silvestris — Кіт лісовий |
|  |                                |

|  | Felis lybica — Кіт степовий                                                                     |
|  |                                                                                                 |
|  | \| \| Felis bieti — Кіт китайський \| \| \| \| \| \| Felis silvestris — Кіт лісовий \| \| \| \| |
|  |                                                                                                 |
|  | Felis bieti — Кіт китайський                                                                    |
|  |                                                                                                 |
|  | Felis silvestris — Кіт лісовий                                                                  |
|  |                                                                                                 |

|  | Felis bieti — Кіт китайський   |
|  |                                |
|  | Felis silvestris — Кіт лісовий |
|  |                                |

|  | Felis lybica — Кіт степовий                                                                     |
|  |                                                                                                 |
|  | \| \| Felis bieti — Кіт китайський \| \| \| \| \| \| Felis silvestris — Кіт лісовий \| \| \| \| |
|  |                                                                                                 |
|  | Felis bieti — Кіт китайський                                                                    |
|  |                                                                                                 |
|  | Felis silvestris — Кіт лісовий                                                                  |
|  |                                                                                                 |

|  | Felis bieti — Кіт китайський   |
|  |                                |
|  | Felis silvestris — Кіт лісовий |
|  |                                |

|  | Felis lybica — Кіт степовий                                                                     |
|  |                                                                                                 |
|  | \| \| Felis bieti — Кіт китайський \| \| \| \| \| \| Felis silvestris — Кіт лісовий \| \| \| \| |
|  |                                                                                                 |
|  | Felis bieti — Кіт китайський                                                                    |
|  |                                                                                                 |
|  | Felis silvestris — Кіт лісовий                                                                  |
|  |                                                                                                 |

|  | Felis bieti — Кіт китайський   |
|  |                                |
|  | Felis silvestris — Кіт лісовий |
|  |                                |

## Зовнішній вигляд
Кіт барханний відрізняється дрібними розмірами тіла: довжина його тіла 65–90 см, причому 40 % припадає на хвіст, висота в загривку — 24–30 см; маса дорослих самців — 2,1–3,4 кг, самиці дрібніші. Голова велика і широка, плеската, з бакенбардами. Вуха дуже великі й широкі, без китиць. Райдужна оболонка очей жовта, зіниці щілиновиді. Лапи у барханної кішки короткі, сильні. Ступні покриває жорстка шерсть, яка захищає підошви лап від опіків гарячим піском.
Хутро у барханної кішки густе і м'яке, оберігає тіло від низьких нічних температур. Забарвлення протекційне, варіює від піщаного до світло-сірого. На спині й хвості є темніші сіро-коричневі смуги, які, проте, часто зливаються із загальним тоном хутра. Малюнок на голові і ногах темніший і яскравіше виражений. Кінчик хвоста чорнуватий або чорний. Груди і підборіддя дещо світліші. У Середній Азії взимку у барханної кішки з'являється густіша зимова шубка тьмяно-піщаного кольору з сірим нальотом.

## Розповсюдження
Ареал барханної кішки має вид смуги, що починається в Сахарі (Алжир, Марокко, Чад, Нігер) і йде через Аравійський півострів в Центральну Азію (Туркменістан, Узбекистан, Казахстан) і Пакистан.

## Стиль життя
Барханна кішка мешкає виключно в спекотних, посушливих районах. Її місця проживання вельми різноманітні, від піщаних пустель, практично позбавлених рослинності, до кам'янистих долин, зарослих чагарником. Зрідка вона зустрічається в глинистій пустелі й на кам'янистих прибережних пасмах.
Барханні кішки ведуть суворо нічний спосіб життя. Тільки пакистанський підвид взимку і ранньою весною активний головним чином у сутінках. Від денної спеки вони рятуються в притулках — в старих норах лисиць, корсаків, їжатців, а також в розширених нірках ховрашків і піщанок. Іноді вони самостійно риють неглибокі нори або ямки, де ховаються у разі небезпеки. Домашні ділянки самців і самиць займають в середньому 16 км² і часто перетинаються; у пошуках їжі вони деколи проходять близько 8–10 км.
Барханні кішки м'ясоїдні; у їх раціон входить практично вся дичина, яку вони можуть відшукати. Його основу складають піщанки, тушканчики, інші дрібні гризуни, ящірки, павуки і комахи. Іноді зайці-толаї й птахи, гнізда яких розорюються. Барханна кішка також відома своїм полюванням на отруйних змій. Взимку вона іноді наближається до селищ, але на домашніх кішок і птахів не нападає. Значну частину вологи барханні кішки отримують з їжі і можуть довгий час обходитися без води.
Природні вороги барханних кішок — змії, великі хижі птахи і шакали.

## Розмноження
У неволі барханні кішки розмножуються більше одного разу на рік. У природі їхнє розмноження сезонне з прив'язкою до місця проживання. Так, у Сахарі сезон розмноження продовжується з січня по квітень, в Туркменістані він починається в квітні, а в Пакистані триває з вересня по жовтень. Вагітність триває 59–63 дні, в посліді звичайно 4–5 кошенят, хоча їх може бути до 8. У двотижневому віці їх очі розплющуються, а в п'ятитижневому вони покидають лігво і починають брати участь в полюванні. У віці 6–8 місяців молоді кішки вже відносно незалежні, хоча статева зрілість у них наступає тільки в 9–14 місяців.
У неволі барханні кішки доживають до 13 років.

## Підвиди
Відомі такі підвиди, що відрізняються забарвленням:
- Felis margarita margarita — в Сахарі
- Felis margarita harrisoni — на Аравійському півострові
- Felis margarita thinobia — в районі Каспійського моря (Іран, Туркменістан)
- Felis margarita scheffeli — невелика популяція в Пакистані.

## Статус популяції й охорона
Барханна кішка занесена в Додаток II до Конвенції CITES (підвид Felis m. scheffeli). Проте загальна чисельність її популяції невідома внаслідок особливостей місця її існування та прихованого способу життя. Приблизно популяція виду оцінюється в 50 000 дорослих осіб (станом на 1996 р.). Барханні кішки не є об'єктом полювання, проте їх відловлюють на продаж. Вони також страждають від руйнування свого природного місця існування. Ще однією загрозою для них становить введення диких і домашніх собак та кішок, які створюють конкуренцію барханним кішкам, полюють на них і передають захворювання. Барханний кіт мешкає у низці природоохоронних районів в усьому діапазоні свого поширення. Полювання на вид заборонено в таких країнах: Алжир, Іран, Ізраїль, Казахстан, Мавританія, Нігер, Пакистан, Туніс, Об'єднані Арабські Емірати.

## Галерея

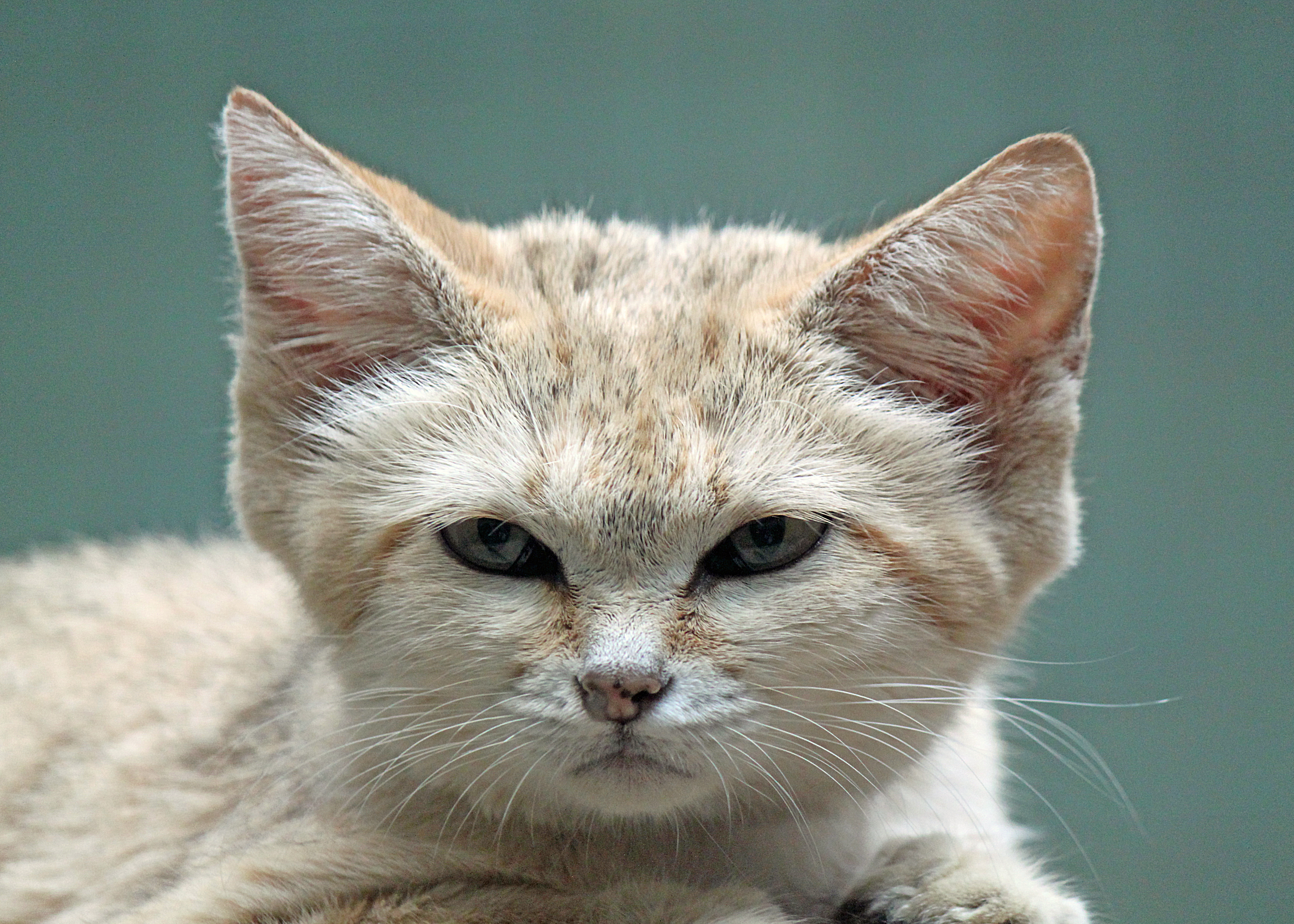
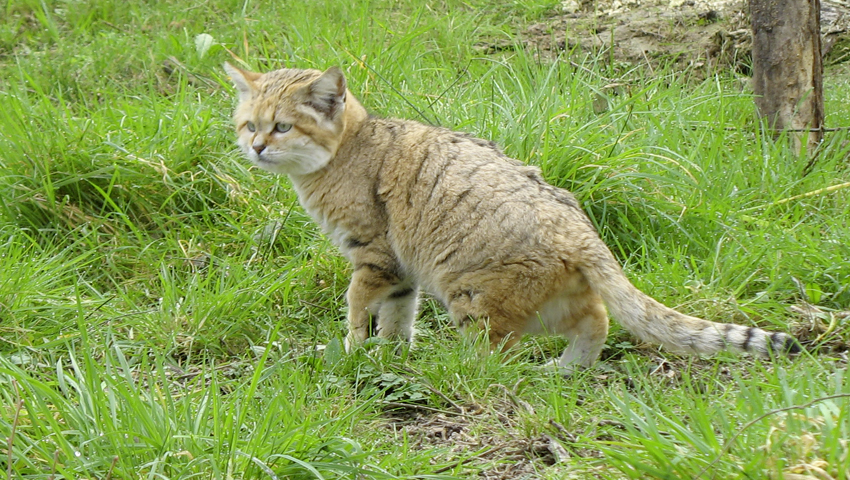
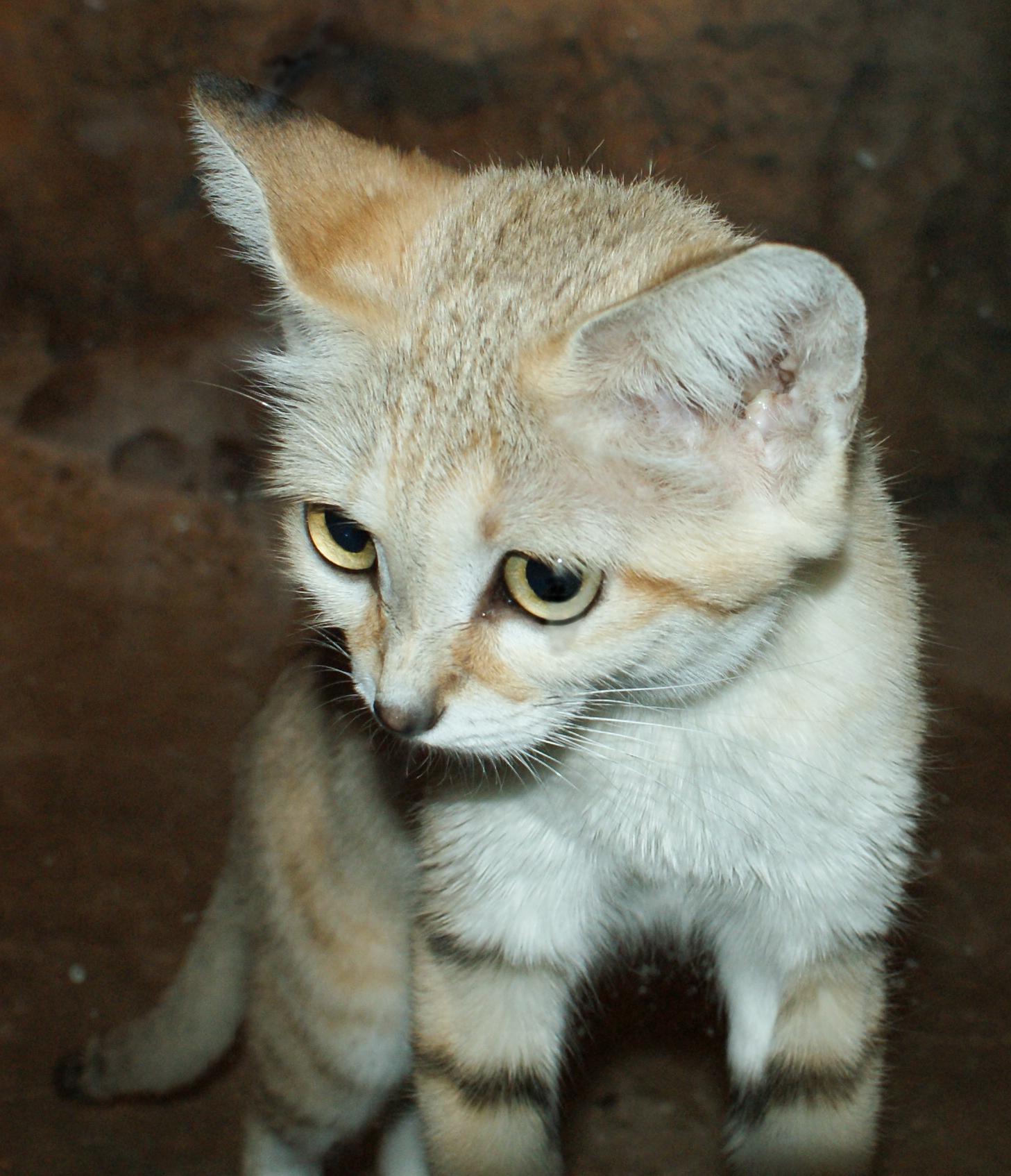
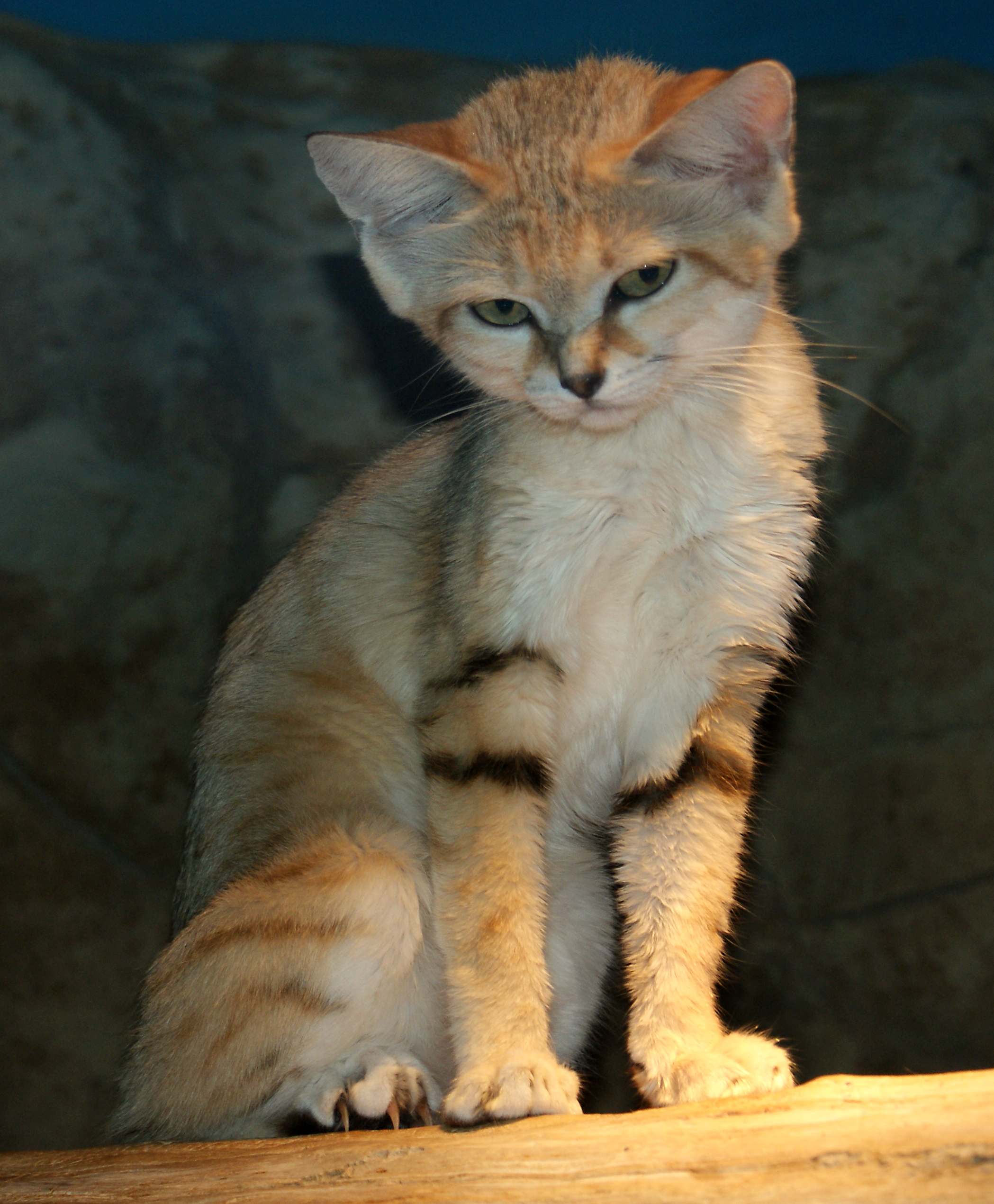
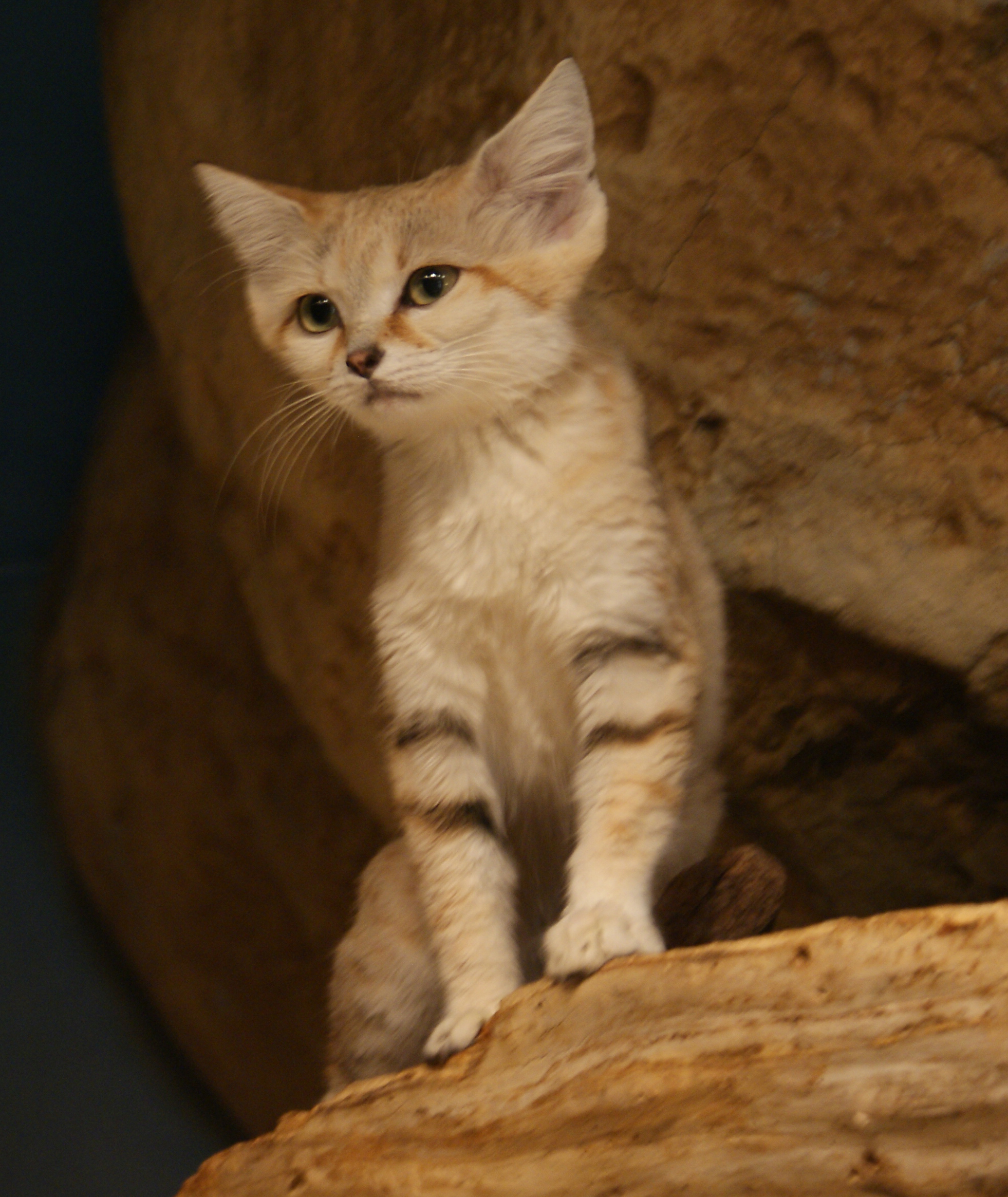
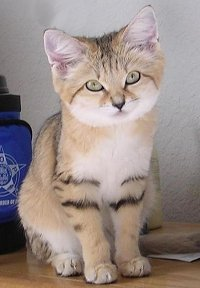
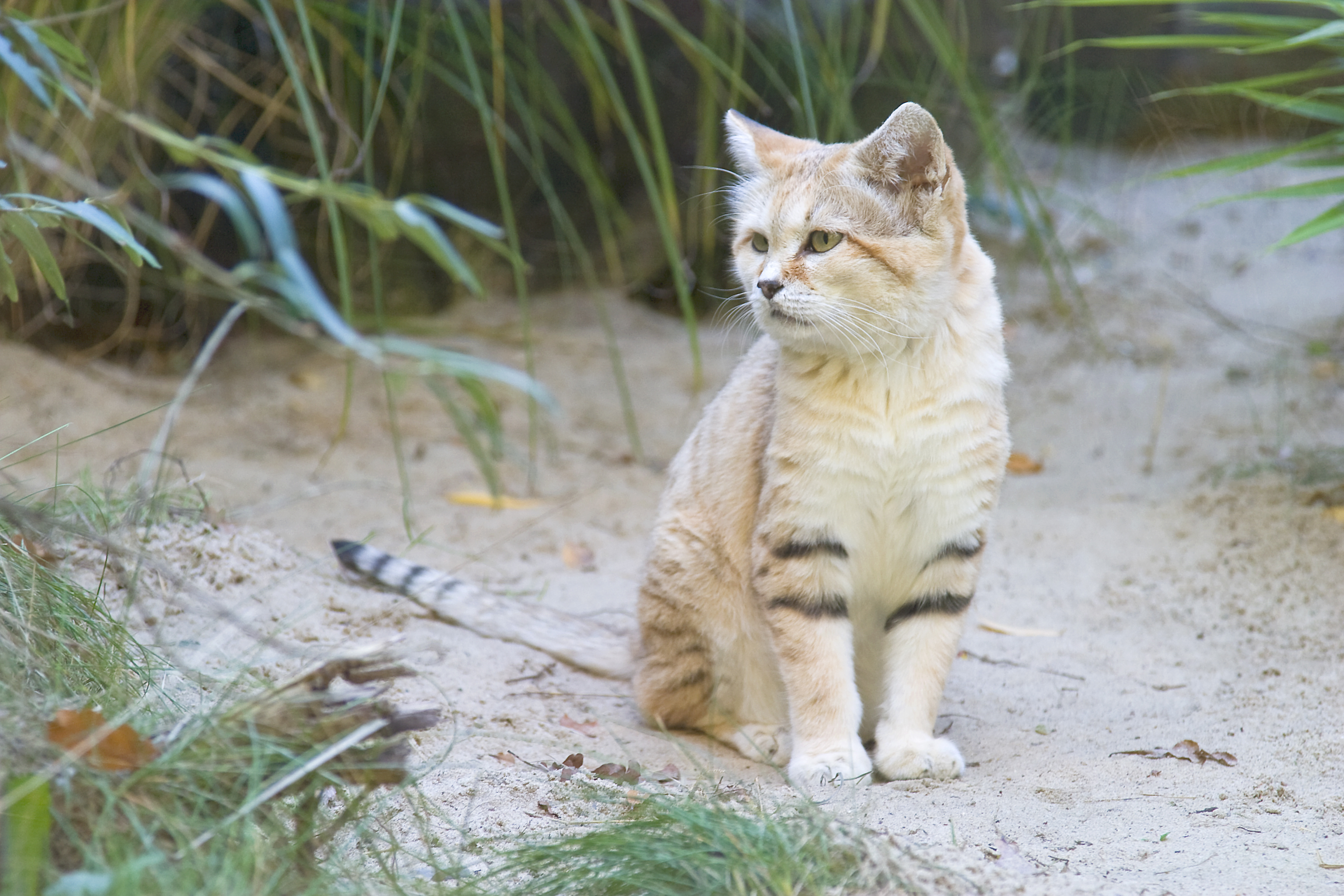
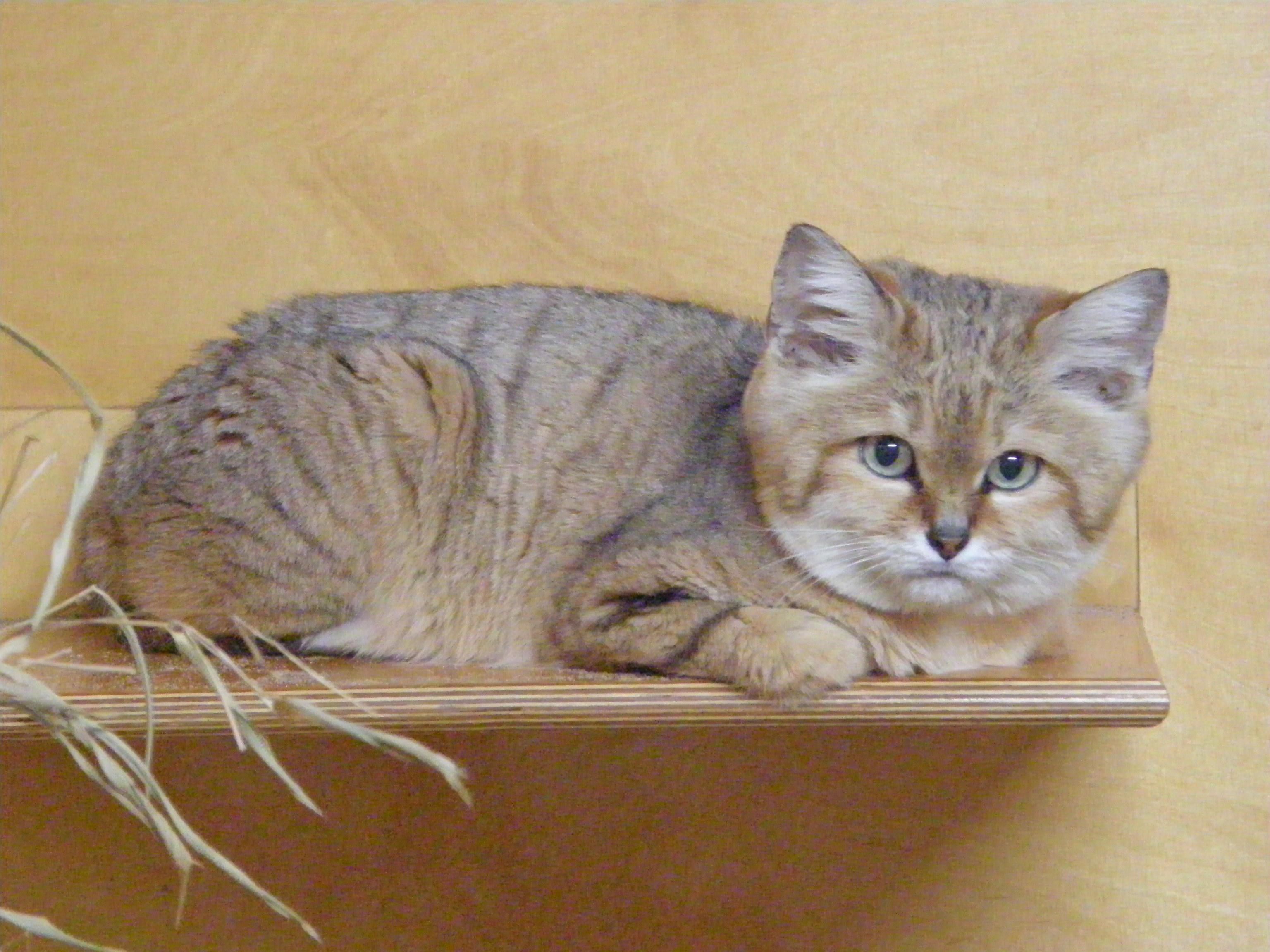
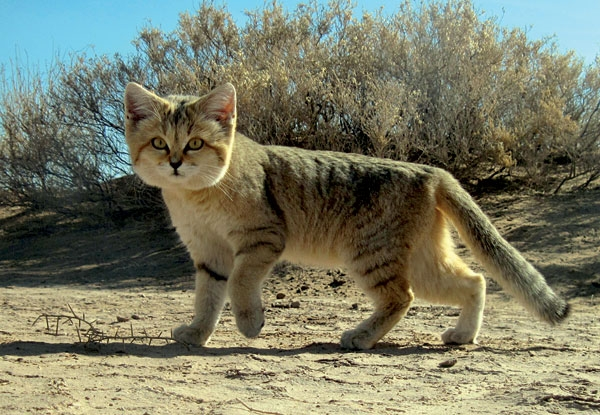
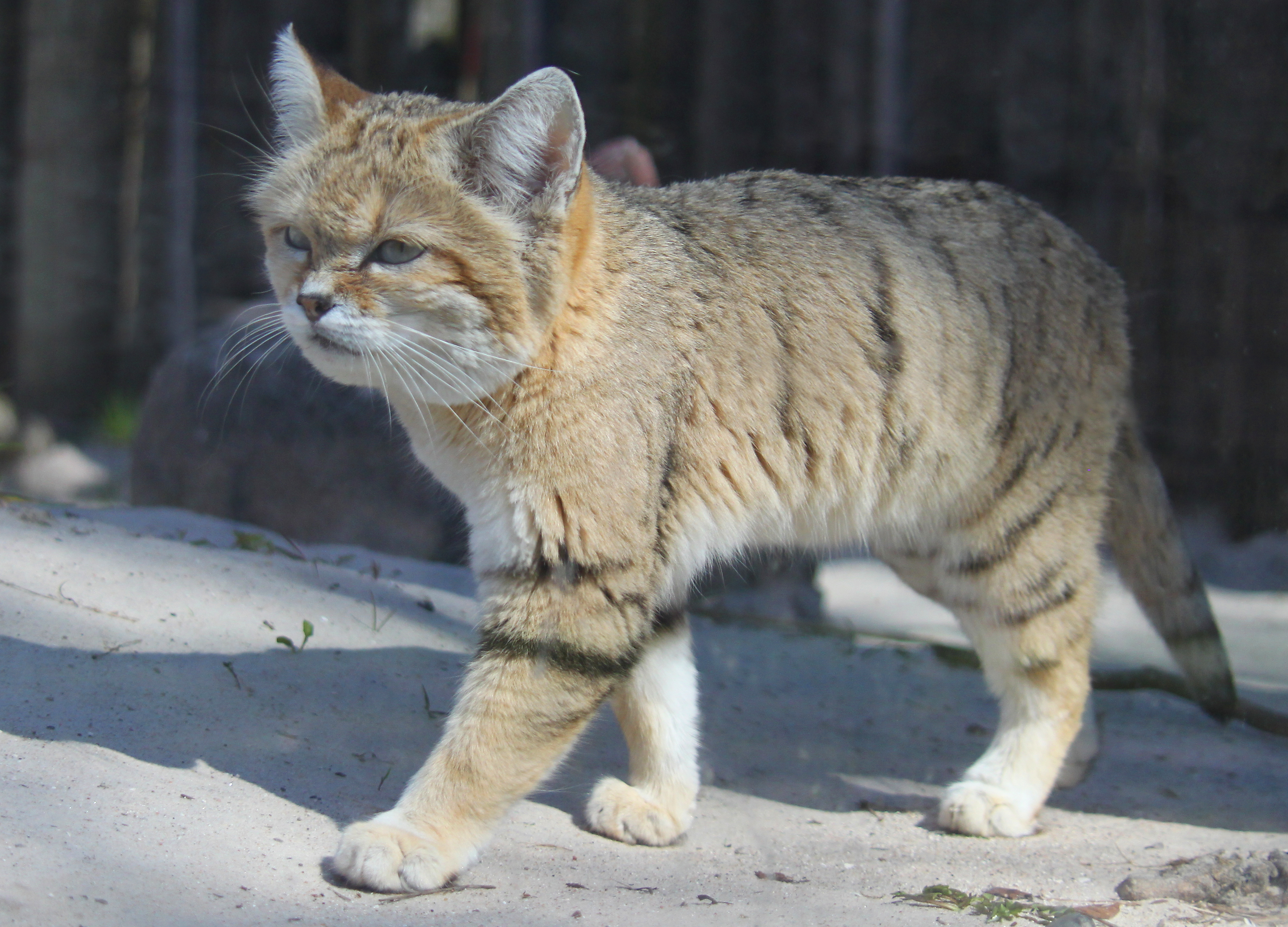